# Pandorado
Pandorado es una localidad de España perteneciente al municipio de Riello, provincia de León, comunidad autónoma de Castilla y León. Administrativamente, el núcleo de Pandorado forma parte de las EATIM de La Omañuela y Ariego de Abajo, pero debido a su situación en la ruta principal que atraviesa la comarca de Omaña y a la ubicación en su término del santuario de Pandorado, lugar tradicional de romería, ha adquirido un carácter e historia propios.

## Toponimia
Las primeras menciones al topónimo Pandorado datan de 1234 y 1271.
Según la tradición, el nombre puede provenir de los campos de centeno —conocido como «pan» en la comarca de Omaña— que antaño abundaban en la población. Francisco Javier García señala que es un topónimo compuesto por «pando», del latín pandus, que significa 'cóncavo' o 'arqueado' y se encuentra en varios topónimos de lugares elevados; y «orado», proveniente del griego oros o 'monte'. De acuerdo con esta interpretación, se trata de un topónimo doble que alude a la situación de la localidad en un cerro.

## Geografía física
Pandorado se encuentra en el valle del río Omaña,  en el límite meridional  de la cordillera Cantábrica y al este de la sierra de Gistredo. Está situado a 1145m, a 1,7 kilómetros de La Omañuela y a poco más de un kilómetro de Ariego de Abajo. Según la clasificación climática de Köppen, la población pertenece a la zona Csb, con un clima de transición entre el mediterráneo y el atlántico, con veranos suaves y secos con temperaturas medias inferiores a los 22 °C y medias anuales por debajo de los 9 °C, precipitaciones cerca de los 1000 mm anuales que en invierno pueden ser de nieve.

## Naturaleza
Pandorado  se encuentra dentro de la Reserva de la Biosfera de los valles de Omaña y Luna
 y es un Lugar de Importancia Comunitaria (LIC) y  Zona de Especial Protección para las Aves (ZEPA).

## Geografía humana
Pandorado es  un núcleo de pequeño tamaño. Según el Instituto Nacional de Estadística de España, contaba con trece habitantes en 2015. Madoz, en el siglo XIX, menciona el santuario en la descripción de Lariego (Ariego) de Abajo y, según sus datos, el núcleo contaba con dieciséis habitantes y tres posadas y el censo de Mourille en 1920 contabilizó doce habitantes, número que se ha mantenido más o menos constante.
| Gráfica de evolución demográfica de Pandorado entre 2000 y 2015                                       |
| |
| Población según la relación de unidades poblacionales del Instituto Nacional de Estadística (España). |

## Economía
La principal actividad económica de Pandorado es la agricultura y ganadería. Antiguamente, era el lugar donde los rebaños trashumantes provenientes de diferentes puntos de la montaña occidental leonesa se reunían antes de dirigirse a Extremadura para pasar el invierno. Otra actividad económina tradicional es la hospedería: El Catastro de Ensenada, de 1793, ya menciona una posada y un comedor para los devotos que acudían al templo, Madoz menciona tres establecimientos. Se afirma que el pueblo siempre ha tenido una taverna y, en ocasiones, dos. En 2013 se mencionan alojamientos de turismo rural, un restaurante y un hotel.

## Comunicaciones
Pandorado está situado junto a la carretera LE-493 a la que se accede por el este por la autopista AP-66 o la carretera CL-623 (León-Villablino) en la población de La Magdalena. Por el oeste, se alcanza desde Villablino, en la CL-631, por el puerto de la Magdalena. El aeropuerto más cercano es el de León, a unos 50 km.

## Patrimonio y cultura

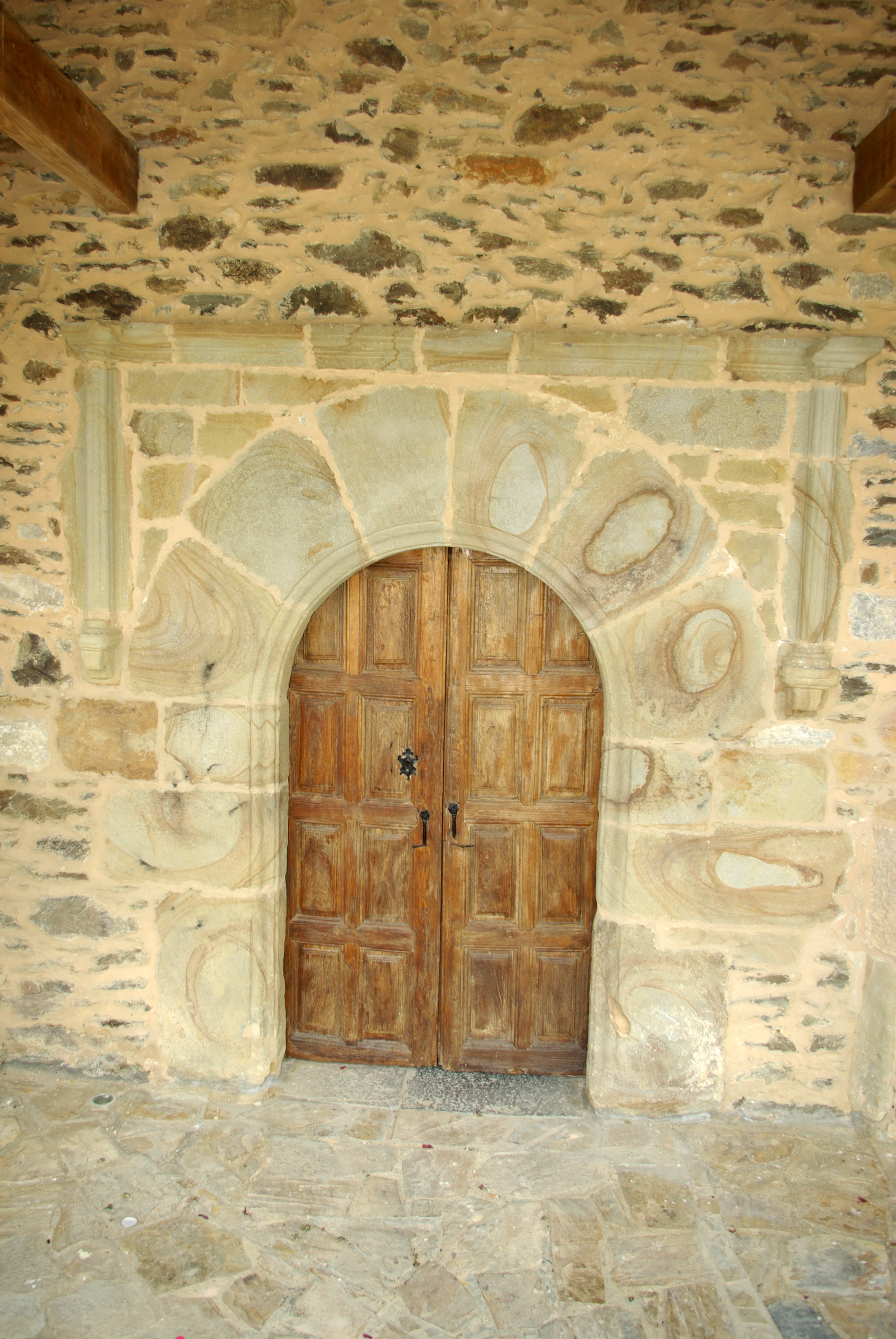
Entrada al santuario de Pandorado

Pandorado es renombrado por el santuario del mismo nombre, construido en el siglo XVII, aunque se piensa que se erige sobre una edificación más antigua. Según las leyendas, el templo se ubica en el lugar donde un pastor de la Omañuela encontró una talla de la virgen. El pastor llevó la imagen a la iglesia de su pueblo, pero al día siguiente volvió a encontrarla en el mismo paraje, lo que se interpretó como un signo de que se le debía construir un santuario en aquel lugar. El interior sel santuario  cuenta con un retablo de estilo barroco del artista Álvaro Diez Canseco, inaugurado en 1728. Al retablo le faltan varios adornos, que, según los habitantes del lugar, fueron vendidos ilegalmente por un párroco.

### Fiestas y romerías
Un acontecimiento destacable es la romería a la santuario de Pandorado  el 15 de agosto, que desde 1987 incluye una  procesión en la que participan los  pendones de todos los pueblos de Omaña. Esta es la única romería al santuario que aún perdura de las cuatro que tenían lugar hasta la segunda mitad del siglo XX. La primera de estas tenía lugar el martes anterior a la Ascensión; tomaban parte en ella los vecinos de los pueblos que formaban el Concejo de la Lomba, en reconocimiento por un  milagro que, de acuerdo con una leyenda, había realizado la Virgen de Pandorado, haciendo brotar el centeno en un año de sequía y salvando así a los habitantes del hambre.
El día de la Ascensión los vecinos de los pueblos de las cercanías de Riello realizaban una procesión parecidan tras la cual se celebraba un baile. El martes después del día de la Ascensión tenía lugar la feria conocida como el «Día de Pandorado», a la que acudían mercaderes del resto de la provincia de León, de Asturias y Galicia y en la que participaban las gentes de Omaña y de las comarcas vecinas.